# گنائوس آریوس آنتونینوس
گنائوس آریوس آنتونینوس (انگلیسی: Gnaeus Arrius Antoninus؛ زادهٔ ۱ ژانویهٔ ۰۰۳۱) سیاستمدار اهل روم باستان یکی از اعضای تیره آریا، خانواده ای با رتبه کنسولی، صاحب منصب نیز بود و دو بار کنسول رم بود: اولین بار در سال ۶۹ با آولوس ماریوس سلسوس به عنوان همکارش، و دوم در سال ۹۷ با گایوس کالپورنیوس پیسو به عنوان همکار خود.آنتونینوس همچنین در سال ۷۸/۷۹ معاون پروکنسول (روم) آسیا (استان روم) بود.